# Kaan-Marienborn

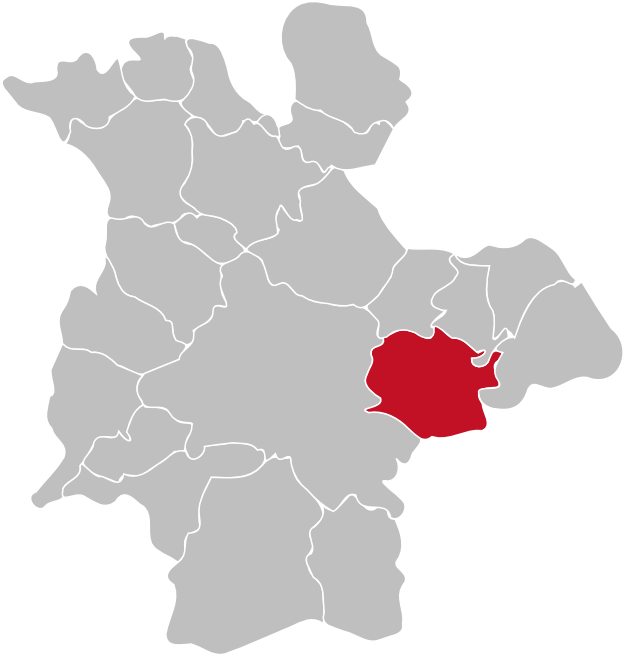
Os bairros da cidade de Siegen e a localização de Kaan-Marienborn (em vermelho)

Kaan-Marienborn é um bairro (Stadtteil) da cidade de Siegen, na Alemanha. Localizado no distrito municipal (Stadtbezik) III (Leste) da cidade, o bairro é atravesado pelo rio Weiß, que, no centro da cidade, deságua no rio Sieg. Além disso, é em Kaan-Marienborn que o riacho Breitenbach deságua no Weiß.
O mais antigo documento a mencionar Kaan - então uma aldeia independente - data do século XIII. Em 1° de fevereiro de 1945, um bombardeio conduzido pelas forças norte-americanas durante a Segunda Guerra Mundial, destruiu 162 das 350 casas de Kaan. Em 9 de janeiro de 1948, o nome oficial do município foi alterado de Kaan para Kaan-Marienborn. Até 30 de junho de 1966, Kaan-Marienborn era um município independente que pertencia à associação de municípios (Amt) de Weidenau. Com a reforma territorial válida a partir desta data, a localidade foi incorporada à cidade de Siegen, ainda que 94% de seus habitantes tenham se manifestado contra a medida em um referendo.
O bairro faz fronteira, a oeste, com o centro da cidade, a norte, com os bairros de Bürbach e Volnsberg, e, a leste, com o bairro de Feuersbach. Ele contava em 31 de dezembro de 2015 com uma população de 3507 habitantes.
1. ↑   "Zurückgeblättert...", Siegener Zeitung de 5 de março de 2011
2. 1 2  Stephanie Reekers: Die Gebietsentwicklung der Kreise und Gemeinden Westfalens 1817–1967. Aschendorff, Münster Westfalen 1977, ISBN 3-402-05875-8, p. 283.
3. ↑  http://www.spiegel.de/spiegel/print/d-45522446.html
4. ↑  «Wirtschafts-/Strukturdaten». www.siegen.de. Consultado em 9 de março de 2016